# Грейтвуд (Техас)
Грейтвуд (англ. Greatwood) — переписна місцевість (CDP) в США, в окрузі Форт-Бенд штату Техас. Населення — 11 538 осіб (2010).

## Географія
Грейтвуд розташований за координатами 29°33′4″ пн. ш. 95°40′10″ зх. д. / 29.55111° пн. ш. 95.66944° зх. д. (29.551048, -95.669308).  За даними Бюро перепису населення США в 2010 році переписна місцевість мала площу 7,11 км², з яких 6,97 км² — суходіл та 0,14 км² — водойми.

## Демографія
Згідно з переписом 2010 року, у переписній місцевості мешкало 11 538 осіб у 3871 домогосподарстві у складі 3309 родин. Густота населення становила 1622 особи/км².  Було 3939 помешкань (554/км²).
Расовий склад населення:
| - 77,6 % — білих - 10,3 % — азіатів - 8,0 % — чорних або афроамериканців - 0,2 % — корінних американців - 1,5 % — осіб інших рас |

До двох чи більше рас належало 2,4 %. Частка іспаномовних становила 10,6 % від усіх жителів.
За віковим діапазоном населення розподілялося таким чином: 32,5 % — особи молодші 18 років, 57,9 % — особи у віці 18—64 років, 9,6 % — особи у віці 65 років та старші. Медіана віку мешканця становила 38,8 року. На 100 осіб жіночої статі у переписній місцевості припадало 94,7 чоловіків;  на 100 жінок у віці від 18 років та старших — 91,5 чоловіків також старших 18 років.
Середній дохід на одне домашнє господарство  становив 162 003 долари США (медіана — 143 125), а середній дохід на одну сім'ю — 174 778 доларів (медіана — 146 875). Медіана доходів становила 130 370 доларів для чоловіків та 68 172 долари для жінок. За межею бідності перебувало 0,9 % осіб, у тому числі 0,4 % дітей у віці до 18 років та 0,5 % осіб у віці 65 років та старших.
Цивільне працевлаштоване населення становило 5747 осіб. Основні галузі зайнятості: освіта, охорона здоров'я та соціальна допомога — 28,0 %, науковці, спеціалісти, менеджери — 19,6 %, фінанси, страхування та нерухомість — 10,9 %, виробництво — 7,1 %.